# Tipula (Arctotipula) hirticula
Tipula (Arctotipula) hirticula is een tweevleugelige uit de familie langpootmuggen (Tipulidae). De soort komt voor in het Palearctisch gebied.